# Tomaž Globočnik
Tomaž Globočnik (* 17. April 1972 in Kranj) ist ein früherer slowenischer Biathlet.
Tomaž Globočnik ist Ausbilder bei der slowenischen Polizei. 1988 begann er mit dem Skilanglauf. Sechs Jahre später wechselte er zum Biathlonsport. Globočnik startet für TSK Triglav Kranj. 1994 debütierte er in Bad Gastein im Biathlon-Weltcup. Nach einem 49. Platz im Einzel wurde er in seinem zweiten Rennen Achter im Sprint und gewann damit erstmals Weltcuppunkte. In Antholz startete Globočnik erstmals bei Biathlon-Weltmeisterschaften. Seit der Saison 1997/98 gehörte er für sieben Jahre zur erweiterten Weltspitze des Biathlons. Regelmäßig erreichte er gute Platzierungen in Einzelrennen, darunter nicht wenige Platzierungen in den Top Ten. Beste Saison des Slowenen war 2000/01, die er als 14. in der Gesamtwertung beendete.
Globočnik beste Weltmeisterschaften bestritt er 2001 in Pokljuka. Hier wurde er 18. im Sprint, Achter in der Verfolgung und 13. im Massenstart. Zwei Jahre später belegte er als Fünfter im Einzel von Chanty-Mansijsk seine beste Platzierung bei Weltmeisterschaften. 1998 und 2002 startete Globočnik bei Olympischen Winterspielen und belegte regelmäßig gute Platzierungen. In Nagano wurde er Elfter im Einzel, vier Jahre später in Salt Lake City wurde er im Einzel 18., im Sprint 23. und in der Verfolgung 19. 2003 beendete er nach den Weltmeisterschaften seine Karriere.

## Biathlon-Weltcup-Platzierungen
Die Tabelle zeigt alle Platzierungen (je nach Austragungsjahr einschließlich Olympische Spiele und Weltmeisterschaften).
- 1.–3. Platz: Anzahl der Podiumsplatzierungen
- Top 10: Anzahl der Platzierungen unter den ersten zehn (einschließlich Podium)
- Punkteränge: Anzahl der Platzierungen innerhalb der Punkteränge (einschließlich Podium und Top 10)
- Starts: Anzahl gelaufener Rennen in der jeweiligen Disziplin

| Platzierung | Einzel | Sprint | Verfolgung | Massenstart | Team | Staffel | Gesamt |
| ----------- | ------ | ------ | ---------- | ----------- | ---- | ------- | ------ |
| 1. Platz    |        |        |            |             |      |         |        |
| 2. Platz    |        |        |            |             |      |         |        |
| 3. Platz    |        |        |            | 1           |      | 1       | 2      |
| Top 10      | 4      | 8      | 2          | 1           | 1    | 26      | 42     |
| Punkteränge | 15     | 26     | 18         | 7           | 2    | 35      | 103    |
| Starts      | 39     | 72     | 40         | 7           | 2    | 35      | 195    |